# Budj Bim National Heritage Landscape
Die Budj Bim National Heritage Landscape ist eine bei Byaduk und Hamilton in Victoria, Australien, liegende Kulturlandschaft. Das Gebiet teilt sich in zwei national geschützte Gebiete auf, in die Budj Bim National Heritage Landscape Mount Eccles Lake Condah Area und in die Budj Bim National Heritage Landscape Tyrendarra Area. Es handelt sich um Landschaftsschutzgebiete, die bedeutende kulturelle Aspekte der Aborigines aufweisen. Deshalb wurden sie durch die australische Regierung im Juli 2004 in die Australian National Heritage List aufgenommen und im Juli 2019 zum UNESCO-Weltkulturerbe erklärt.
In diesen Gebieten leben die Gunditjmara, die vor der europäischen Kolonisierung Fischzucht und Steinbau betrieben und sesshaft in Dörfern lebten.

## Geschichte
Vermutlich vor tausenden von Jahren begannen die Gunditjmara Gewässer zu kanalisieren, Fischtreppen anzulegen und Fischzucht zu betreiben. Neben dem Bau von Fischzuchtanlagen errichteten sie als einzige Aborigines Steinhäuser in Dörfern und waren sesshaft. Sie züchteten Aale für den Eigenbedarf und zum Handel und räucherten sie, um sie haltbar zu machen. Sie waren die ersten, die Fischzucht auf dem Kontinent Australien betrieben.
Der von den Aborigines Budj Bim genannte Mount Eccles war für das Schutzgebiet namensgebend. Es ist einer der jüngsten, derzeit inaktiven Vulkane Australiens, aus dessen Krater Lava in Richtung des Ozeans floss, wobei sich die Wasserführung änderte und große Feuchtgebiete entstanden. Das entstandene Lavafeld wird Tyrendarra genannt. Die Aborigines entwickelten die Fischzucht durch Kanäle und Wehre, brachten dadurch Wasser und junge Aale vom Darlots Creek in tiefer liegende Gebiete, schufen große überschwemmte Landschaften und fingen die darin befindlichen Fische mit gewebten Körben.
Als die europäische Besiedlung in den 1830er Jahren begann, kam es zu zahlreichen Konflikten zwischen den Weißen und den Aborigines, die mehr als zwanzig Jahre andauerten und Eumerella-Kriege genannt wurden. In der Folge dieser Auseinandersetzungen kam es zu zahlreichen Massakern und die Aborigines wurden dezimiert. Später in den 1860er Jahren wurden sie in die Condah-Missionsstation am Lake Condah deportiert, die in der Nähe ihrer Fischtreppen und in Sicht auf den Budj Bim lag. Die Station wurde 1910 geschlossen und die Missionskirche 1950 abgerissen.
Die Gunditjmara verblieben in ihrem angestammten Gebiet und konnten 1987 das Land der Mission im Jahr kaufen. Am 20. Juli 2004 erklärte der Commonwealth – die australische Zentralregierung, die Budj Bim National Heritage Landscape zum nationalen Denkmal und 2008 erhielten die Aborigines ihr Land vom Bundesstaat Victoria rückübereignet.
Die Budj Bim National Heritage Landscape wird durch die Gunditj Mirring und die Winda Mara Organisation verwaltet und Teile des Mount-Eccles-Nationalparks werden kooperativ von den Gunditjmara und der staatlichen Parkverwaltung von Victoria betrieben.
Am 7. Juli 2011 fand ein Budj Bim Heritage World Symposion statt, um das Gebiet zur Bewerbung in die Liste des UNESCO-Welterbe vorzubereiten.

## Mount Eccles/Lake Condah Area
Im Schutzgebiet von Mount Eccles/Lake Condah 38° 4′ 0″ S, 141° 55′ 0″ O befindet sich der Mount-Eccles-Nationalpark und es befand sich die 1868 errichtete Condah-Missionsstation am Lake Condah mit der 1885 aus lokalen Gestein erbaute Missionskirche.
Als 1886 der Half-Caste Act erlassen wurde, der auch bedeutete, dass alle Aborigines ihre Reservate zu verlassen hatten, wurde diese Missionsstation errichtet. Als dieses Gesetz 1910 aufgehoben wurde, gingen viele Aborigines in ihre angestammten Gebiet zurück.
1950 wurde die Missionsstation gänzlich geschlossen und die Kirche und weitere Gebäude abgerissen, deren Werksteine für die Kirche in Hamilton verwendet wurden.

## Tyrendarra Area
Das 248 ha große geschützte Gebiet von Tyrendarra 38° 12′ 0″ S, 141° 46′ 0″ O befindet sich zwischen dem Fitzroy River und Darlot Creek, das sich im Eigentum der Gunditj Mirring Traditional Owners Aboriginal Corporation befindet.
Die Landschaft ist geprägt von den Rudimenten der Steinhütten und der Aquakultur der Aborigines wie auch von den erodierten Lavahügeln. Im Süden des Gebiets, auf beiden Seiten des Princes Highway, wurde Gestein zum Bau von Mauern und zum Straßenbau entnommen, was die ursprüngliche Landschaft veränderte.
Die Tyrendarra Indigenous Protected Area (IPA) wurde von der australischen Regierung im Dezember 2003 durch das Department of Sustainability, Environment, Water, Population and Communities als schützenswert anerkannt. Dieses Gebiet ist ein traditioneller Platz der Traumzeit und für Zeremonien der lokalen Aborigines.